# St. Marien (Loburg)

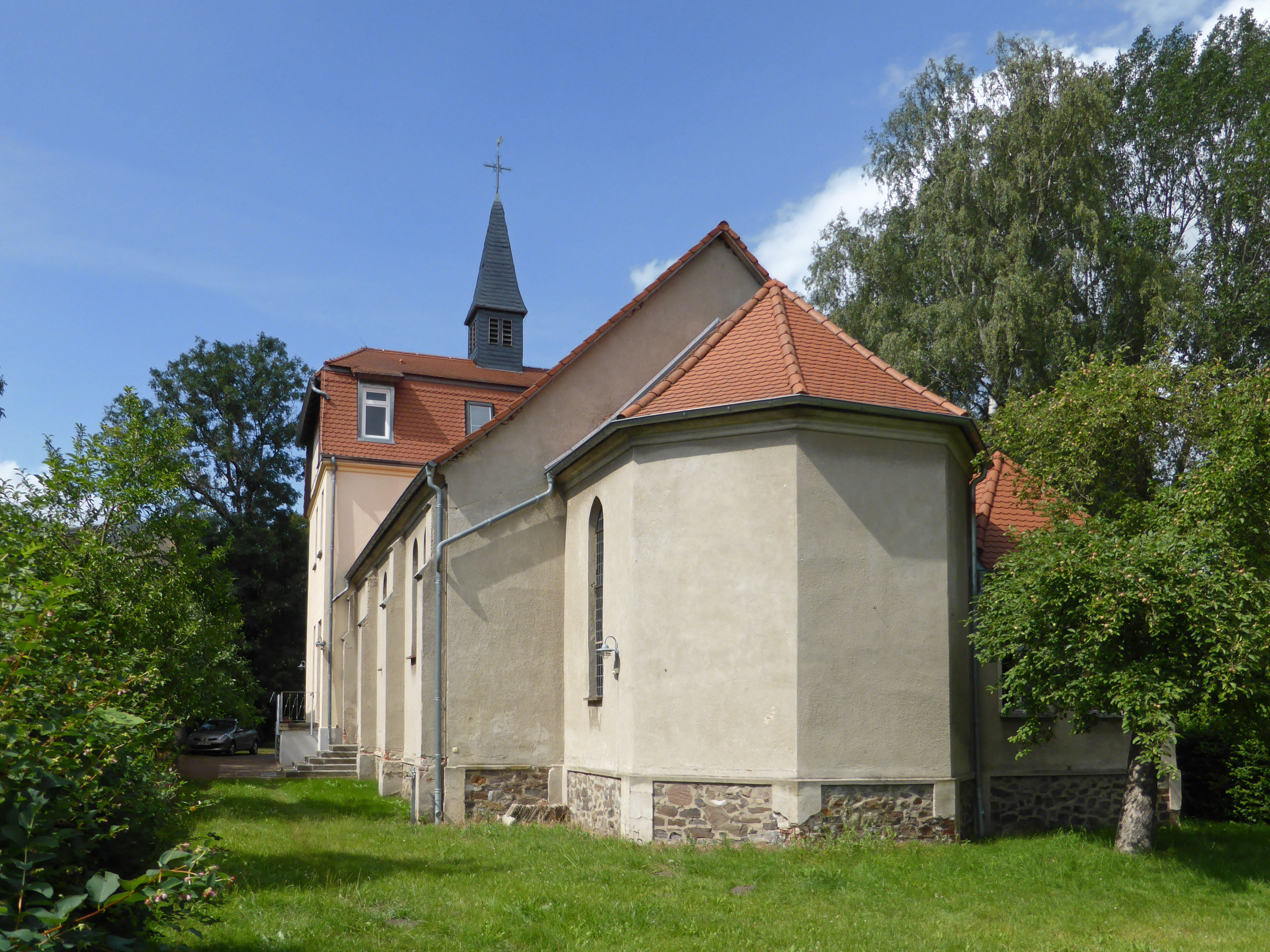
Außenansicht der Kirche mit Blick auf den Chor (2016)

Die Kirche Sankt Marien, offizieller Name Zur unbefleckten Empfängnis Mariens (lateinisch St. Maria Immaculata), ist die ehemalige, 2018 profanierte römisch-katholische Kirche in der Stadt Loburg, heute einem Ortsteil der Stadt Möckern im Landkreis Jerichower Land in Sachsen-Anhalt. Die Kirche gehörte zuletzt zur Pfarrei St. Johannes der Täufer mit Sitz in Burg, im Dekanat Stendal des Bistums Magdeburg. Sie steht unter Denkmalschutz und ist im Denkmalverzeichnis des Landes Sachsen-Anhalt unter der Erfassungsnummer 094 40838 als Baudenkmal aufgeführt.

## Geschichte
Im Jahr 965 übereignete Kaiser Otto I. die „civitas Luborn“ dem Magdeburger Mauritiuskloster, es ist die erste urkundliche Erwähnung Loburgs.
1537 wurde in Loburg durch den Magistrat die Reformation eingeführt, dadurch wurden die Loburger Bevölkerung und die St.-Laurentius-Kirche evangelisch-lutherisch.
Gegen Ende des 19. Jahrhunderts fanden sich wieder Katholiken in größerer Zahl in Loburg sowie umliegenden Ortschaften und Gutshöfen wie Brietzke, Groß Lübars, Möckern und Wendgräben ein, sie fanden oftmals Arbeit als Saisonarbeiter in der Landwirtschaft. Sie gehörten zunächst zur Pfarrei Burg im Dekanat Magdeburg des Bistums Paderborn. Am 16. August 1904 zelebrierte Franz Dunkelberg, Pfarrvikar aus Gommern, im Loburger Schützenhaus den ersten katholischen Gottesdienst in Loburg nach der Reformation.
Am 23. April 1906 wurde der Priester Friedrich Jakobs als erster Seelsorger für Loburg und die umliegenden Ortschaften ernannt, er nahm zunächst Wohnung im Pfarrhaus zu Burg. Damit wurde die Kirchengemeinde Loburg begründet. Zu seinem Seelsorgebezirk gehörten neben Loburg auch die Städte Möckern und Ziesar, der Truppenübungsplatz Altengrabow, sowie über 60 Dörfer. Die Gottesdienste fanden unter seiner Leitung weiterhin im Loburger Schützenhaus statt. Im Herbst 1906 zog er in das St. Marienstift nach Magdeburg um, wo er im April 1907 zum Hausgeistlichen ernannt wurde.
Am 16. April 1908 beauftragte das Bistum Paderborn den Kaplan Heinrich Drüing mit der Seelsorge im Raum Loburg. Auch er zog zunächst in das Pfarrhaus in Burg. Noch im gleichen Jahr erwarb er in Loburg ein Baugrundstück nahe dem Bahnhof für den Bau eines Missionshauses und einer Kirche. Eine katholische Schule, wie sie damals bei Neugründungen katholischer Gemeinden in der Diaspora meist eingerichtet wurde, konnte in Loburg aufgrund der geringen Zahl katholischer Kinder nicht errichtet werden.

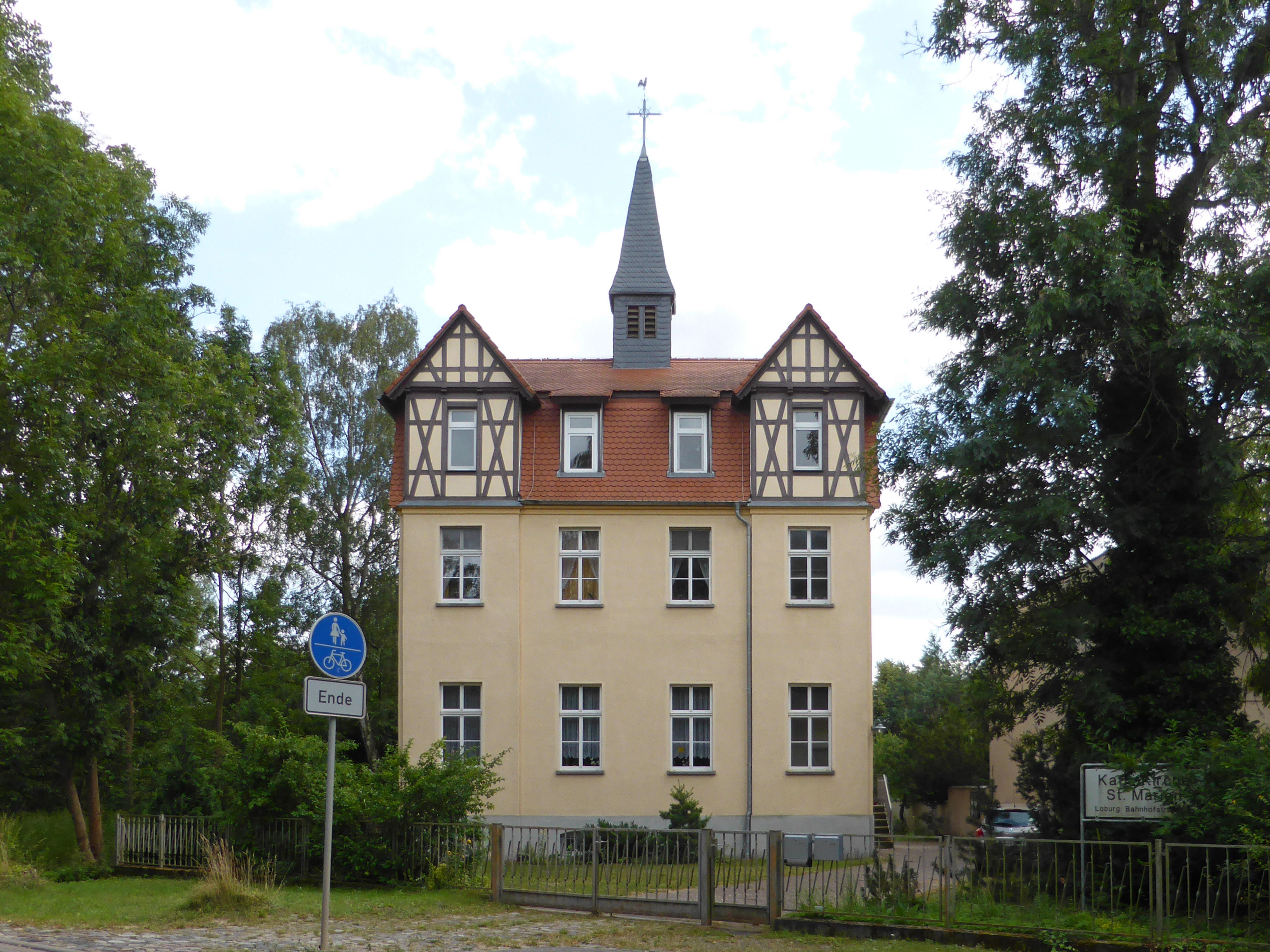
Straßenansicht (2016)

Ende August 1909 begann der Bau der Kirche, die bereits am 12. Dezember 1909 vom Loburger Vikar Eberhard Göbel, dem Nachfolger von Drüing, ihre Benediktion erhielt. Am 14. Juni 1910 verlegte sein Nachfolger, der am 5. April 1910 zum Pfarrvikar für Loburg ernannte Wilhelm Ikemeier, seinen Wohnsitz von Burg nach Loburg.
Im September 1939 wurden im Zuge der Saar-Offensive Evakuierte aus dem Saarland in das Innere des Reichsgebiets evakuiert. Infolgedessen kamen vorübergehend weitere Katholiken nach Loburg. Im Zweiten Weltkrieg wurden auf dem Truppenübungsplatz Altengrabow viele Kriegsgefangene untergebracht, unter denen auch viele Katholiken, auch katholische Priester, waren. 1944 kamen Evakuierte aus den Westgebieten des Deutschen Reiches nach Loburg.
Im Zuge der Flucht und Vertreibung Deutscher aus Mittel- und Osteuropa 1945–1950 vergrößerte sich die Zahl der Katholiken in Loburg und Umgebung erheblich. 1946 begann in Ziesar, das zur Filialvikarie Loburg gehörte, die Gründung einer katholischen Kirchengemeinde. Am 1. Juni 1948 wurde die bisherige, zur Pfarrei Burg gehörende Filialvikarie Loburg zur selbstständigen Pfarrei erhoben. 1956 wurden neue Fenster in die Kirche eingebaut.
Am 1. Juli 1960 wurde das Dekanat Burg errichtet, dem die Pfarrei Loburg mit ihrer Filialkirchengemeinde Ziesar angeschlossen wurde. 1962 erhielt die Kirche einen neuen Taufstein, 1965/1966 wurde der Altar vorgezogen und der Tabernakel bekam einen neuen Platz. 1981 erfolgte der Einbau einer neuen Holzdecke und neuer Bänke.
1994 wurde der letzte ortsansässige Priester, Leo Nöring (1941–2022), der seit 1978 in Loburg tätig war, nach Löbnitz versetzt. Die Kirche in Loburg wurde fortan vom Pfarrer aus Ziesar mitbetreut. Am 8. Juli 1994 wurde das Bistum Magdeburg gegründet, dem Loburg seitdem angehört. Seit dem Tod des Pfarrers von Ziesar, Josef Stache, im Jahre 1998 werden die priesterlichen Aufgaben in Loburg vom Pfarrer aus Burg wahrgenommen.
Am 1. Februar 2006 wurde der Gemeindeverbund Burg-Gommern-Loburg errichtet, dem die Pfarrei Loburg von da an angehörte. Damals gehörten nur noch rund 180 Gemeindemitglieder zur Pfarrei Loburg. Am 2. Mai 2010 entstand aus dem Gemeindeverbund die heutige Pfarrei St. Johannes der Täufer, zu der neben den Kirchen St. Johannes der Täufer (Burg) und Herz Jesu (Gommern) auch die Loburger St.-Marien-Kirche gehörte.
Auf Grund zurückgehender Finanzmittel, aber auch der geringer werdenden Zahl von Priestern und Kirchenbesuchern, wurde beschlossen, die Kirche aufzugeben. Im Juni 2018 fand sich bei einer Versteigerung der Kirche zu einem Mindestgebot von 75.000 Euro kein Bieter. Am 29. Dezember 2018 wurde die Kirche im letzten Gottesdienst profaniert, seitdem werden Räume der evangelisch-lutherischen Laurentiusgemeinde mitgenutzt, die Marienkirche wurde verkauft.

## Lage, Architektur und Ausstattung

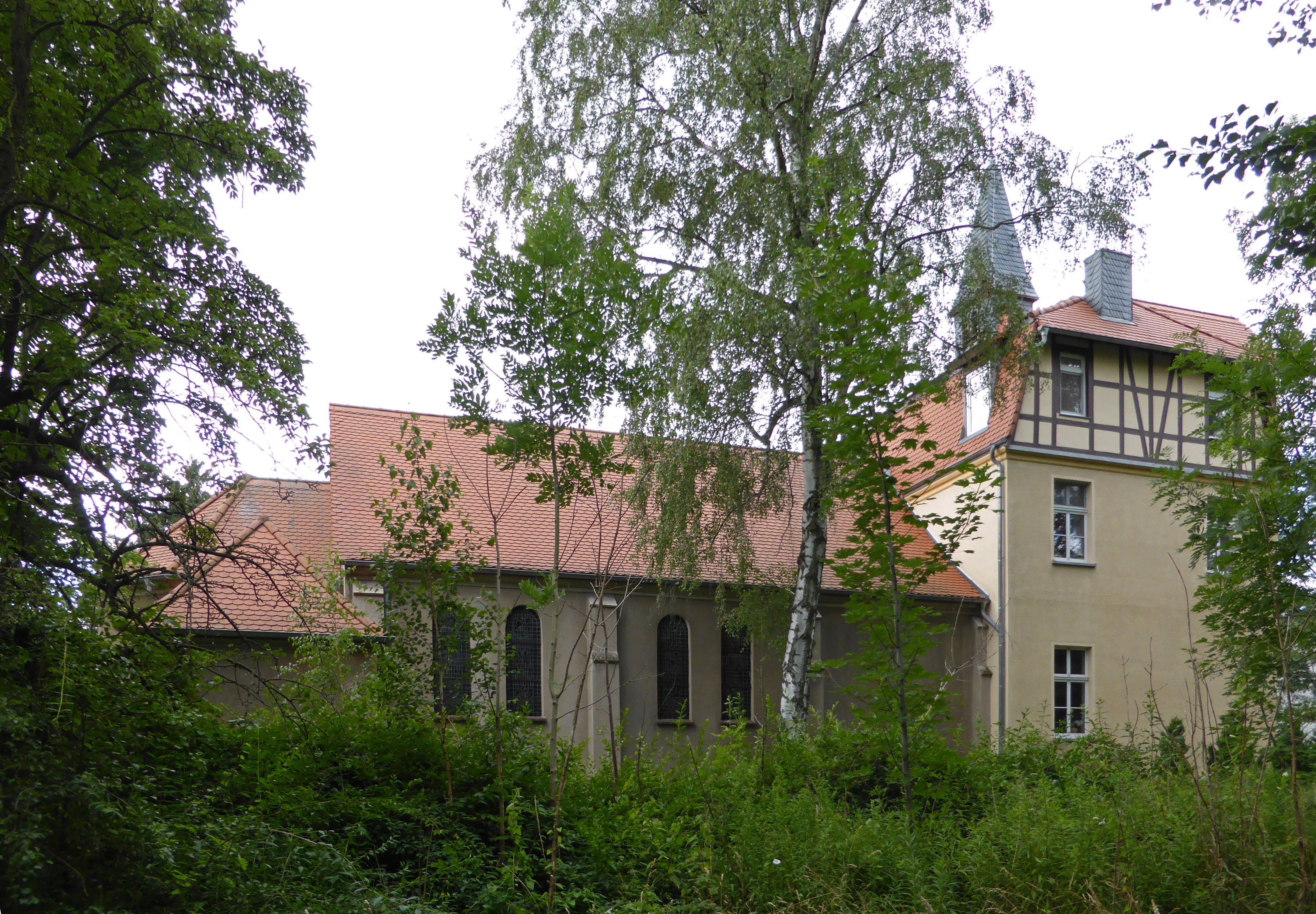
Gesamtansicht mit Sakristei, Kirche und Pfarrhaus (2016)

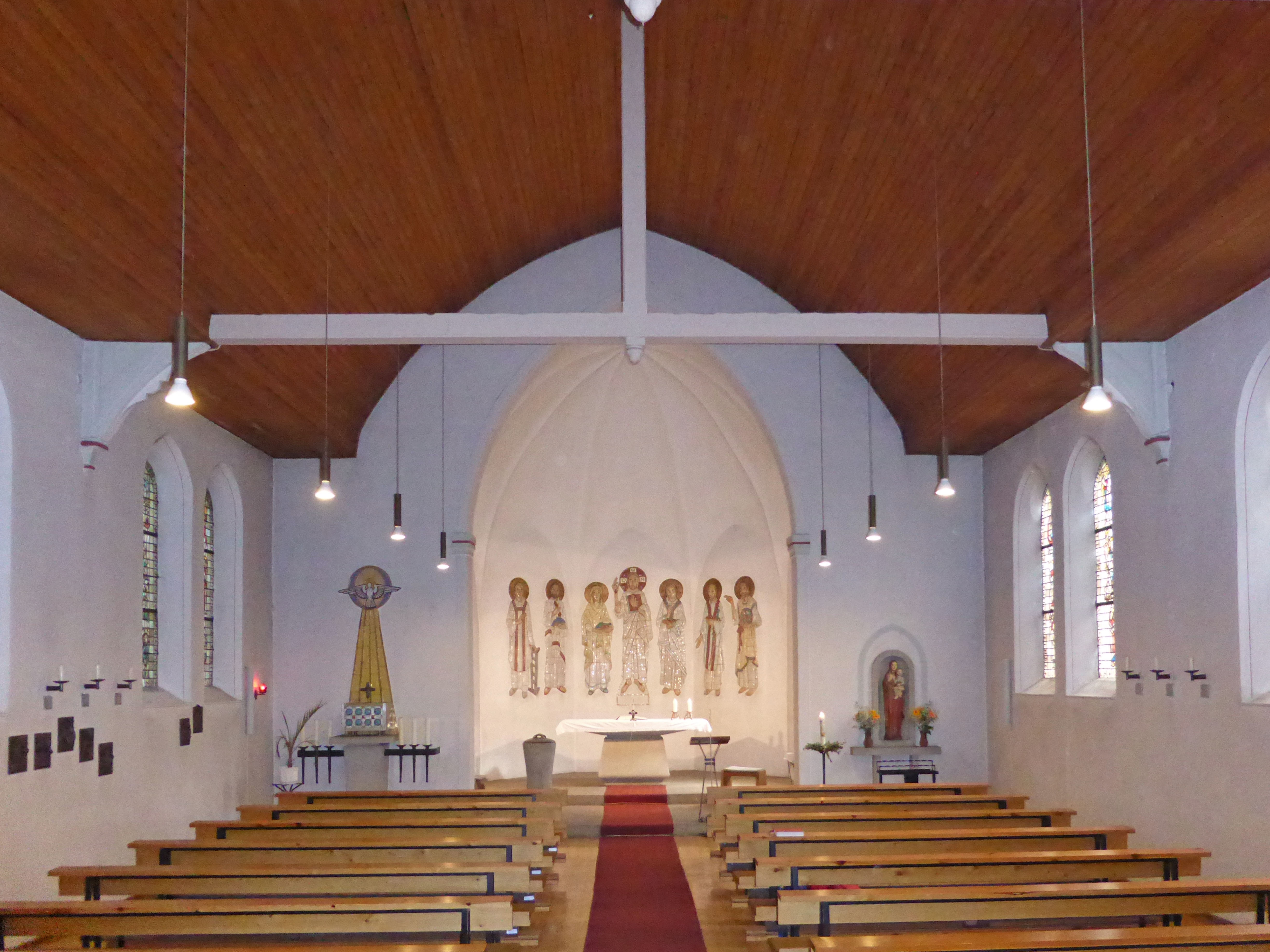
Inneres (2016)

Das Kirchengebäude steht an der Bundesstraße 246 auf dem Grundstück Bahnhofstraße 16 und bildet mit dem quer zum Kirchenschiff angeordneten Pfarrhaus, auf dem sich ein Dachreiter befindet, eine bauliche Einheit. In dieser Bauform entstanden gegen Anfang des 20. Jahrhunderts auch andere Kirchen wie zum Beispiel St. Elisabeth (Alsleben), Herz Jesu (Atzendorf), St. Norbert (Calbe), Herz Jesu (Eilsleben), Herz Jesu (Gerbstedt), Herz Jesu (Hecklingen), St. Josef (Löderburg), Herz Jesu (Osternienburg), Heilig Kreuz (Sandersleben), St. Franziskus Xaverius (Unseburg), St. Paulus (Unterlüß) und Maria Hilfe der Christen (Wietze). Die Kirche ist als Putzbau auf Bruchsteinsockel ausgeführt.
Die Kirche ist innen von einer hölzernen Spitztonnendecke überspannt und bietet 70 Besuchern Platz. Der Chorraum besitzt ein Kreuzrippengewölbe. Im Chorraum stellen Reliefs von 1958 Laurentius von Rom, Simon Petrus, die Jungfrau Maria, Jesus Christus, den Apostel Johannes, Paulus von Tarsus und Johannes den Täufer dar (von links nach rechts). Links und rechts vom Chorraum befinden sich der Tabernakel mit einer Darstellung des Heiligen Geistes in Form einer Taube darüber, sowie, in einer kleinen Wandnische, eine Marienstatue, vor der Opferkerzen aufgestellt werden können. Zur Innenausstattung der Kirche gehören ferner 16 Kreuzwegstationen, ein Beichtstuhl sowie ein Missionskreuz, das an die Volksmissionen von 1920, 1930 und 1959 erinnert. Über eine Pfeifenorgel verfügte die Kirche nicht.